# پارک ملی گورخی-ترلژ
پارک ملی گورخی-ترلژ (به لاتین: Gorkhi-Terelj National Park) یک پارک ملی در مغولستان است که در اولان‌باتور واقع شده‌است.